# Mali Guber
Mali Guber (en cyrillique : Мали Губер) est un village de Bosnie-Herzégovine. Il est situé dans la municipalité de Livno, dans le canton 10 et dans la fédération de Bosnie-et-Herzégovine. Selon les premiers résultats du recensement bosnien de 2013, il compte 532 habitants.

## Démographie

### Évolution historique de la population
| 1948 | 1953 | 1961 | 1971 | 1981 | 1991 | 2013 |
| ---- | ---- | ---- | ---- | ---- | ---- | ---- |
| -    | -    | 433  | 528  | 526  | 530  | 532  |

|  |

### Communauté locale
En 1991, Mali Guber faisait partie de la communauté locale de Guber qui comptait 2 308 habitants, répartis de la manière suivante :